# Феофано (візантійська імператриця)
Феофано (*Θεοφανώ, 941 — після 978) — візантійська імператриця.

## Життєпис

### Перший шлюб
Походила з селянського роду. Донька Кратера, що був греком або погреченим слов'янином. Народилася 941 року в Лаконії (Пелопоннес), можливо у міста Спарта. Отримала ім'я Анастасія. Відзначалася надзвичайною вродою.
Разом із батьком перебралася до Константинополя. Тут Кратер відкрив шинок. Феофано допомагала батькові, також за низькою відомостей підробляла повією, отримавши ім'я Анастасо. Тут познайомилася зі спадкоємцем трону Романом, що полюбляв відвідувати подібні заклади. Спочатку стала його коханкою, а наприкінці 956 року домоглася укладання шлюбу. Слідом за цим змінила ім'я на Феофано.
Згодом стала підмовляти чоловіка проти його батька — імператора Костянтина VII. Двічі намагалася отруїти свекра. На думку сучасників, імператора 959 року все ж було отруєно Феофано з третьої спроби. Після цього чоловік Феофано став новим імператором. Вона сама отримала титул Августи, проте старшою була мати імператора — впливова Олена Лакапінеса. Тоді Феофано підбурила Романа II заслати до монастиря його 5 сестер, а потім змусити піти до монастиря мати.
Після 961 року стала коханкою впливового військовика Никифора Фоки. Слідом за смертю чоловіка у 963 році, в чому її також звинувачували, Феофано було оголошено регентом при малолітніх синах Костянтині VIII і Василі II. Втім вона не мала впливу для зміцнення влади. До того ж проти неї виступив військовик Маріан Аргир.

### Другий шлюб
Тоді Феофано таємно підтримала заколот коханця Фоки у Малій Азії. Зрештою останній захопив Константинополь, де став регентом. Спочатку Феофано відправлено у Влахернський палац, але вже 20 вересня відбувся шлюб Феофано з Никифором Фокою, який став імператором. Втім, через декілька років стосунки з чоловіком погіршилися, оскільки той більше уваги приділяв військовим походам та керуванню імперії. Феофано стала коханкою родича чоловіка — Іоанна Куркуаса.
У 969 році Феофано разом з Куркуасом влаштувала змову проти імператора Никифора II, якого було вбито у власній спочивальні. Після цього новим імператором став коханець Феофано. Остання розраховувала вийти за нього заміж, щоб зберегти вплив на політику та статус імператриці. Втім на вимоги Константинопольського патріарха Поліекта її було відправлено до острова Антиігони (один з Принцевих островів в Мармуровому морі).

### Подальше життя
Втім Феофано вирішила продовжувати боротьбу. Вона розраховувала на підтримку частини знаті та військовиків як мати молодих імператорів. Вона втекла до Константинополя, де сховалася у Святій Софії, але її звідти витягли та відправили до віддаленого монастиря в фемі Арменіакон. У 976 році імператор Іоанн I повернув Феофано до столиці імперії. На цей час вона вже була хворою на сухоти.
За низкою відомостей вона пережила імператора та допомагала синові Василю II в перші роки його самостійного керування. Але невдовзі вплив перебрав паракимонен Василь Лакапін. Дата смерті Феофано невідома.

## Родина
1. Чоловік — Роман II, візантійський імператор.
Діти:
- Василь (957/958—1025), візантійський імператор у 976—1025 роках
- Костянтин (960—1028), візантійський імператор у 1025—1028 роках
- Анна (963—1011), дружина Володимира I, великого князя Київського

2. Чоловік — Никифор II, візантійський імператор.